# Panorama Ridge
Panorama Ridge är en bergstopp i Antarktis. Den ligger i Sydshetlandsöarna. Argentina, Chile och Storbritannien gör anspråk på området.
Terrängen runt Panorama Ridge är kuperad västerut, men österut är den platt. Havet är nära Panorama Ridge åt sydost. Trakten är glest befolkad. Närmaste befolkade plats är Commandante Ferraz Station, 8,3 kilometer nordost om Panorama Ridge. 